# 阿尔伯特·爱因斯坦
阿尔伯特·爱因斯坦（德語：Albert Einstein，1879年3月14日—1955年4月18日），德国猶太裔理論物理學家，拥有瑞士和美国国籍。其创立了現代物理學的兩大支柱的相对论及量子力学:274，也是质能等价的發現者。他在科學哲學領域頗具影響力。因為“對理論物理的貢獻，特別是發現了光電效應的原理”，他榮獲1921年度的諾貝爾物理學獎（1922年頒發）。這一發現為量子理論的建立踏出了關鍵性的一步。
愛因斯坦在職業生涯早期就發覺經典力學與電磁場無法相互共存，因而發展出狹義相對論。他又發現，相對論原理可以延伸至重力場的建模。根据研究出來的一些重力理論，他於1915年發表了廣義相對論。他持續研究統計力學與量子理論，这让他給出了粒子論與對於分子運動的解釋。1917年，愛因斯坦應用廣義相對論來建立大尺度結構宇宙的模型。
阿道夫·希特勒於1933年開始掌權成為德國總理之時，愛因斯坦正在走訪美國。由於愛因斯坦是犹太裔，所以儘管身為普魯士科學院教授，他并沒有返回德國。1940年，他定居美國，隨後成為美國公民。在第二次世界大戰前夕，他在一封寫給當時美國總統富蘭克林·羅斯福的信裏署名，信內提到德國可能發展出一種新式且深具威力的炸彈，因此建議美國也盡早進行相關研究，美國因此開啟了曼哈頓計劃。愛因斯坦支持增強同盟國的武力，但譴責將當時新發現的核裂变用於武器用途的想法，後來愛因斯坦與英國哲學家伯特蘭·羅素共同簽署《羅素—愛因斯坦宣言》，強調核武器的危險性。
愛因斯坦是20世紀最重要的科學家之一，一生總共發表了300多篇科學論文和150篇非科學作品:730-746，有“現代物理学之父”之誉。他卓越和原創性的科學成就使得“愛因斯坦”一詞成為“天才”的同義詞。

## 生平

### 早年生活與教育

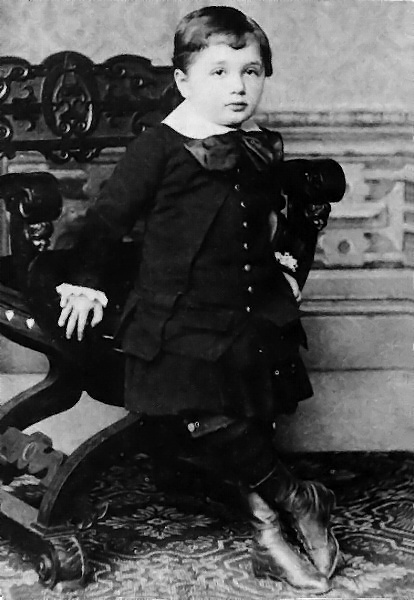
1882年，3岁的爱因斯坦

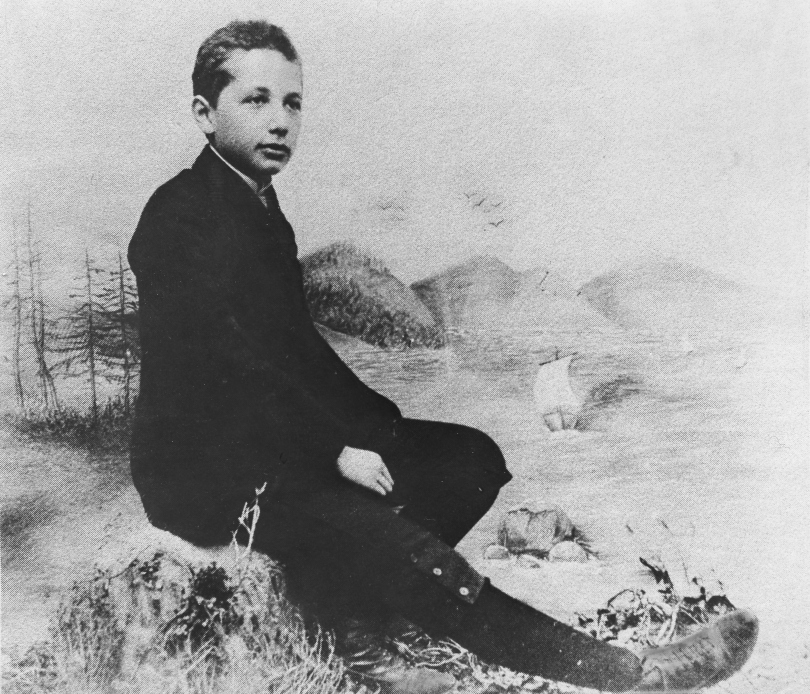
1893年，14歲的愛因斯坦

1879年3月14日，愛因斯坦出生在德意志帝國符騰堡王國烏爾姆的一个世俗阿什肯納茲猶太人家庭。。父親赫爾曼当过销售员和工程师；母親保利娜·科赫從小受到良好教育，鋼琴造詣深厚:14。1880年，舉家遷往慕尼黑，愛因斯坦的父親與叔叔在那裏經營一間電气公司，專門設計與製造直流电器。:248
愛因斯坦一家是不遵循猶太教規的阿什肯納茲猶太人。愛因斯坦學習說話的速度比較緩慢，父母因此很擔心，甚至曾經找過醫生看診。他2歲後才學會使用字詞，並且養成一種奇怪習慣，就是每當他想要說話之前，他都會先小聲的對自己說幾遍，直到覺得滿意，才會大聲說出來。家人都很擔心，怕他以後會有學習障礙。:8愛因斯坦的童年沒有什麼朋友，因此與小一歲的妹妹馬婭（Maja）感情非常融洽，馬婭甚至可以說是他一輩子的摯友。1939年愛因斯坦邀請馬婭移民美國，住在新澤西州普林斯頓默瑟縣的住所。馬婭在那裏與愛因斯坦共度了愉快的時光，直到1946年中風臥床為止。1951年因動脈硬化在普林斯頓去世，比愛因斯坦早了四年。

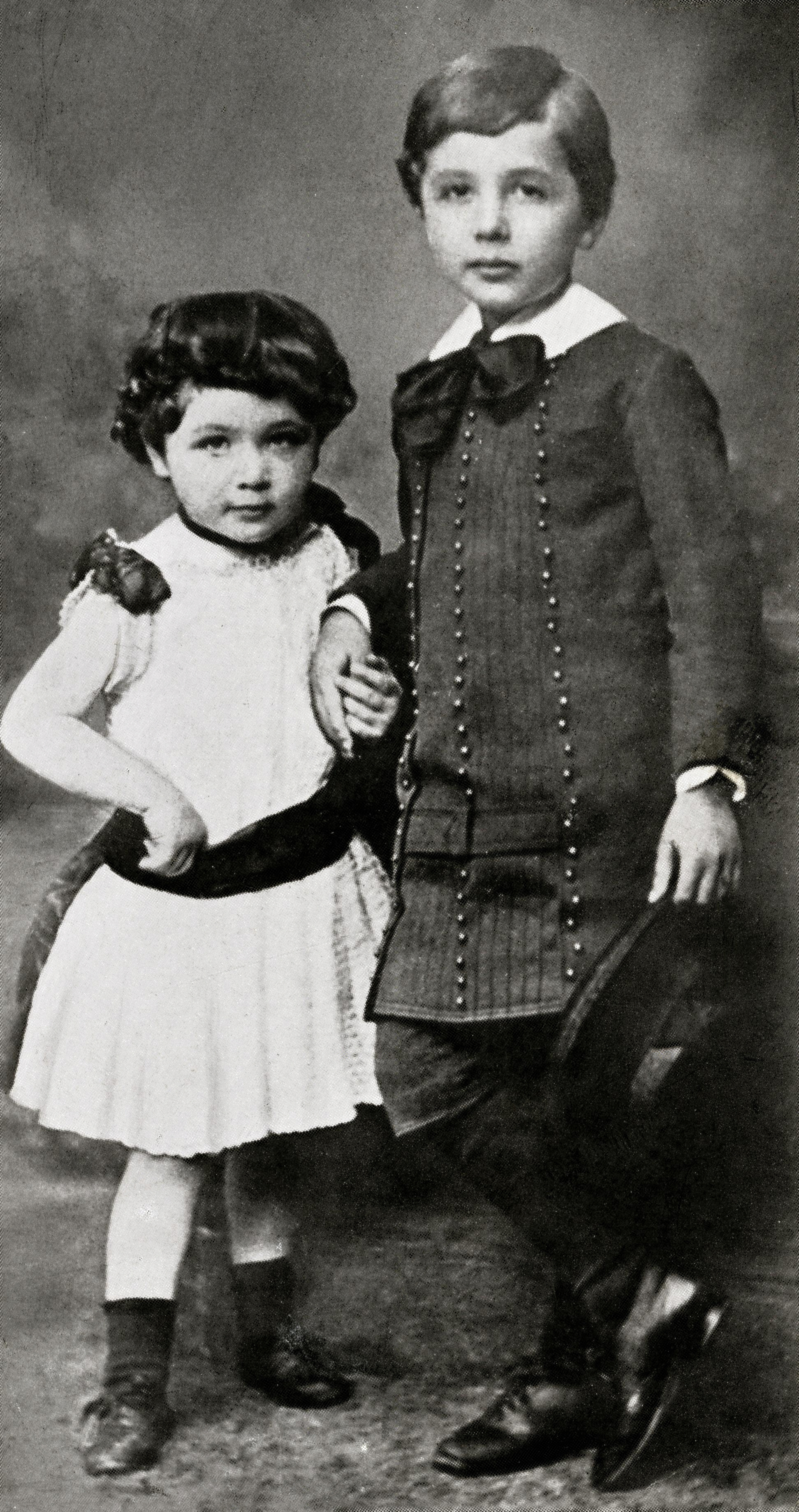
攝於1886年，童年的愛因斯坦與妹妹馬婭

在4歲或5歲時的某天，父親送了一隻指南針給臥病在床的愛因斯坦，他深深地被磁針展現出的奇異行為所迷住，這成為他以後對物理學產生濃厚興趣的原因之一。大約在那時期，他開始學習拉小提琴:13-14。愛因斯坦5歲時進入一所天主教小學就讀。8歲時，他轉學到盧伊特波爾德高級文理中學（Luitpold-Gymnasium；後來改名為阿爾伯特·愛因斯坦高級文理中學），這學校很注重數學、科學、拉丁文與希臘文。在這裏，他獲得7年良好的教育。:248:59–6
愛因斯坦的父親所經營的電器公司，因無法與大公司競爭而被迫於1894年關閉，全家隨後搬至意大利帕維亞，只有愛因斯坦繼續留在慕尼黑完成學業。雖然他住在遠房親戚家裏，但他心裡仍有被丟棄的感覺。嚴格專制的校風與機械式的學習方式令他難以忍受。那年年底，他藉口身體不適，毅然決然地離開學校，搬去帕維亞與家人會合。這樣，他也可以避免從軍。後來，他決然放棄德國國籍，成為無國籍人:249-250。在意大利的時期，年僅16歲的他撰寫了有生以來第一篇理論物理論文，標題為《論在磁場裏乙太狀態的研究》。:5-6:24
年僅16歲的愛因斯坦參加了瑞士蘇黎世聯邦理工學院的1895年入學考試，這時的他比大多數考生至少要小兩歲。雖然他在數理科部分得到高分:36-37，但沒有通過考試的文科部分:250。理工學院院長建議他先完成高中學業，因此他進入瑞士阿勞的阿勞州立中學讀書，住在教授約斯特·溫特勒的家裡。幾個月後，他愛上了溫特勒的女兒瑪莉:21, 31, 56–57。隔年9月，他成功通過瑞士高中畢業考試，大部分學科都獲得優良成績，特別是在物理與數學兩個學科，都得到了最高分6分。:30
愛因斯坦的父親很希望愛因斯坦能夠繼承他的電機工程事業，但愛因斯坦對這不感興趣，他認為對他而言這是大材小用:31。1896年，年僅17歲的爱因斯坦獲准进入苏黎世联邦理工学院师范系數理科學習物理。他在那裡遇到未來妻子米列娃·馬利奇:44。同班六名學生中，米列娃是唯一女性，她比愛因斯坦大三歲:42。愛因斯坦與米列娃在物理方面有共同的興趣與目標，久而久之漸漸擦出愛情火花。1900年，愛因斯坦獲得教學文憑，平均分數為4.9，是全班五名學生中第四名；米列娃的平均分數為4.0，是最後一名，校方不准她畢業，必須留級一年:48-49。有些人認為，米列娃與愛因斯坦合作寫出著名的1905年論文，但物理歷史學者經過仔細研究後，找不到任何證明她做出實質貢獻的依據。:48-50

### 婚姻與家庭
愛因斯坦與米列娃的一封早期往來信件於1987年被發現與發表，信中透露他們在婚前曾有一名稱為莉澤爾·愛因斯坦的女兒。。1902年初，莉澤爾誕生在塞爾維亞諾威薩米列娃的娘家。米列娃並沒有帶著莉澤爾回瑞士，莉澤爾的命運至今仍舊未知。愛因斯坦可能從未見過莉澤爾。在1903年9月一封寫給米列娃的信裏，爱因斯坦最後一次提到她，內容暗示女嬰可能被收養或死於猩紅熱。:73-74, 78:22-23
爱因斯坦和米列娃在1903年1月結婚。婚後生了兩個兒子，大兒子漢斯·愛因斯坦於1904年5月在瑞士伯爾尼出生。二兒子愛德華·愛因斯坦於1910年7月在瑞士蘇黎世出生。4年後，愛因斯坦任聘為德國柏林大學教授，一家人又再搬回德國柏林。由於夫妻感情不好，米列娃帶著兩個兒子到蘇黎世居住，愛因斯坦仍舊留在柏林。
第一次世界大戰結束後不久，他倆已分居5年，但婚姻終舊無法挽回，他們正式於1919年2月14日離婚。尽管有报道指出，他為了離婚把光電效應的諾貝爾獎金全部給了米列娃，但是爱因斯坦与妻子和孩子间的信件表明大部分奖金被他用来在美国投资了，其中很多都在大萧条中成为了泡沫。，二兒子愛德華對西格蒙德·佛洛伊德的精神分析有興趣，20歲時精神崩潰，醫生診斷為思覺失調，母親長期照顧他。母親百年後，他被送進精神病院生活，直到1965年過世。:365-368, 639
爱因斯坦和米列娃的婚姻並不快樂。愛因斯坦曾經在1910年寫信給他讀中學時的女友瑪莉·溫特勒，在這封於2015年被公開的信裡，愛因斯坦寫到他的婚姻狀況：「每一分鐘空閒時間，我都以誠摯的愛想到你；我現在感受到只有男人能夠感受到的不快樂。」那時，米列娃正懷有二兒子愛德華。
爱因斯坦的第二任妻子爱尔莎·爱因斯坦是他的表姐，在父系方面，他們都是同一位曾祖父的後代，在母系方面，他們都是同一位外祖父的後代。他們在1919年6月2日結婚。1933年，為了逃避納粹德國，他們移民到美國，居住在普林斯頓。兩年後，愛爾莎被診斷出患有心臟與腎臟疾病，必須臥床休息。她的病情迅速惡化，並於1936年過世。:2161935年，他的繼女瑪戈（Margot）將他介紹給瑪格麗塔（Margarita Konenkova），之後兩人墜入戀愛。一位俄國間諜專家指認瑪格麗塔是俄國間諜，但這說法尚未被歷史學者證實。

### 瑞士專利局
爱因斯坦在1900年毕业，沒能留校擔任助教，接下来两年时间都没能找到教职。1901年獲得瑞士国籍:82，由於健康因素，他沒有被徵召入伍當兵。1902年在大學同學马塞尔·格罗斯曼的父親協助下，成为伯尔尼瑞士专利局的助理鉴定员，从事电磁发明专利申请的技术鉴定工作:63。1903年成为正式职员。:370
愛因斯坦在專利局的工作很多都是與電信號傳遞、機電時間的同步化這類技術問題有關，這兩類技術問題也時常會明顯地出現在愛因斯坦的思想實驗裏，而這些思想實驗最終導致愛因斯坦作出關於光的性質與時空之間的基礎關聯的大膽結論。:377
他利用業餘时间开展科学研究，並且和在伯尔尼遇到的几位朋友组成讨论小组，自嘲地取名为“奥林匹亚学院”。他們時常定期聚集在一起讨论科学和哲学，共同閱讀昂利·庞加莱、恩斯特·马赫和大卫·休谟的著作，他的科學哲學的發展因此深受影響。:79-84

### 學術生涯

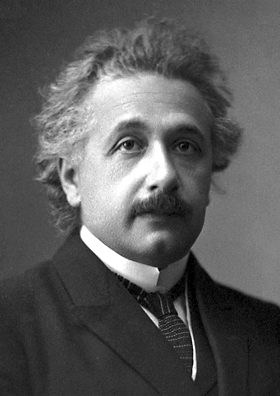
1921年，爱因斯坦获得诺贝尔物理学奖之后的官方肖像

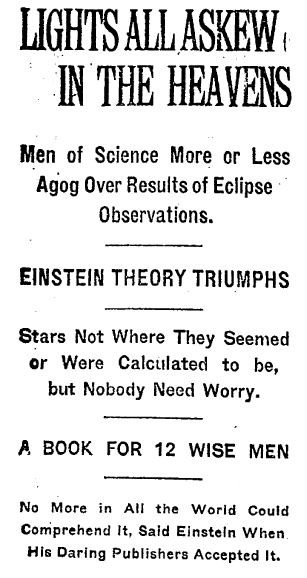
1919年11月10日《紐約時報》刊登對於光線被彎曲的新觀察，並且表示這是愛因斯坦理論的大勝利

愛因斯坦最早於1900年已在極具權威性的德國《物理年鑑》发表論文《毛细现象的结论》，由於這篇論文的基本猜測並不正確，其對於日後物理學的發展並沒有給出任何實質貢獻。:57那年，他決定繼續攻讀博士學位，由於苏黎世联邦理工学院並不提供物理博士學位，他必須通過特別安排從苏黎世大学得到博士學位。隔年，他成為苏黎世大学實驗物理學教授阿尔弗雷德·克莱纳的博士學生:21-22。那年11月，他寫完了初版的博士論文，但克萊納並不滿意這論文，特別是愛因斯坦在論文裏對於其它科學權威的攻擊:71。經過努力改善，1905年，他的博士论文《分子大小的新测定法》終獲接受，他可以得到博士學位。同年，他发表了关于光电效应、布朗运动、狭义相对论、质量和能量关系的四篇论文，在物理学的四个不同领域中取得了历史性成就。该年被后人称为「爱因斯坦奇迹年」。
到了1908年，愛因斯坦已被公認為物理學領域的頂尖學者，伯尔尼大学聘請他為讲师，但由於薪俸微薄，他仍需繼續在專利局工作。隔年，蘇黎世大學新設立了一個理論物理學副教授席位，克莱納很想讓愛因斯坦專任這份工作，可是克萊納很不欣賞愛因斯坦的教學風格，他講課時會長時間獨白，並且缺乏條理，愛因斯坦只好提議，在蘇黎世的物理學會開一場講課，請克萊納再評估一次。經過精心準備，愛因斯坦的講課獲得好評，克萊納於是向蘇黎世大學推薦愛因斯坦，「自從他在相對論的成就之後，他已是最重要的理論物理學者之一……愛因斯坦博士會證實他也是一位教師，因為他的才智與良心會在必要時間促使他接受建議」。愛因斯坦成為蘇黎世大學的理論物理學副教授，他辭去了專利局工作。
那時期，布拉格查理大學正在努力招募年輕物理人才，在名望與薪資的雙重吸引下，愛因斯坦1911年轉任這所大學的教授，同時獲准成為奧匈帝國的公民。:164任職期間，他共撰寫了11篇科學論文，其中5篇論述輻射數學與固體量子理論。1912年7月，他又回到母校蘇黎世聯邦理工學院擔任理論物理學教授，主要是教導分析力學與熱力學，在學術研究方面，他專注於引力問題，與數學家朋友馬塞爾·格羅斯曼共同嘗試找到解答，突破似乎在望，但真正嚴格表述還要等待幾年。
应马克斯·普朗克和瓦尔特·能斯特的邀请，愛因斯坦於1914年回到德国擔任威廉皇家物理研究所的第一任所长（1914-1932）兼柏林大学教授，而且不需要在課堂擔任教職:253。很快地，他當選為普魯士科學院院士。1916年，又獲選為德國物理學會的會長（1916-1918）。:xix
爱因斯坦於1915年发表了广义相对论。根據這理論，他預言，光线经过太阳引力场時會被弯曲。1919年，這預言由英国天文学家亚瑟·爱丁顿观测1919年5月29日日食的结果所证实。全世界的很多新聞媒體都以頭版報導這驚人的觀測結果，爱因斯坦因此成為家喻户晓的物理學者，同年11月7日，英國泰晤士報的頭條新聞標題宣告，「科學革命，宇宙新理論已將牛頓繪景推翻」。:61
1917年，爱因斯坦在《论辐射的量子性》一文中提出了受激辐射理论，開創了激光學術領域。:15
由於在光电效应方面的研究成果，爱因斯坦獲授予1921年度的诺贝尔物理学奖（延後頒發一年，1922年才獲獎）。在瑞典科学院的公告中并未提及相对论，原因是相对论被认为仍舊存在争议。

### 普林斯頓歲月

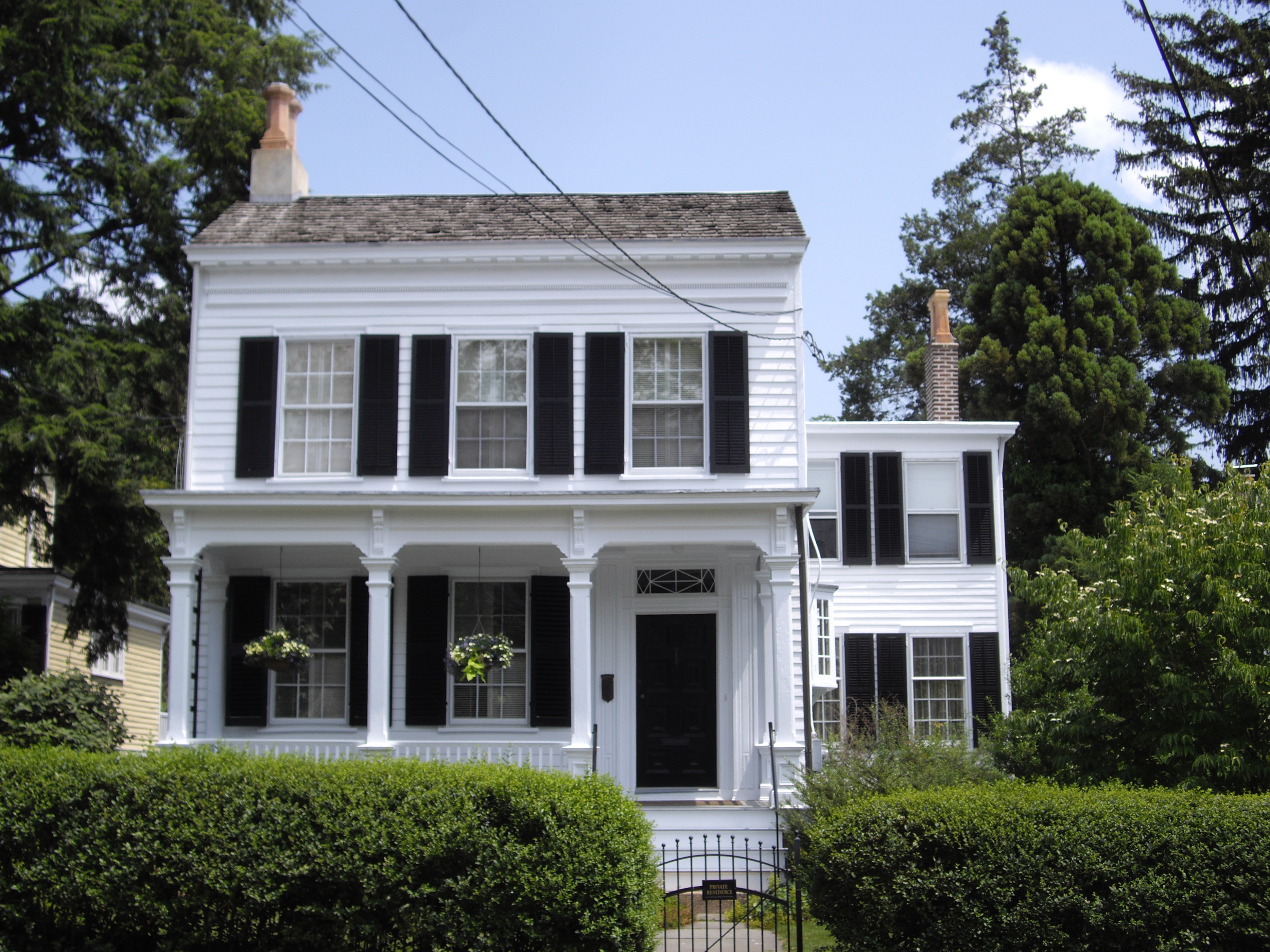
愛因斯坦在普林斯頓的居所

1933年1月，纳粹党攫取德国政权，希特勒成為德國總理。那時，愛因斯坦正在美國，由於納粹黨鼓吹反猶太主義，愛因斯坦知道他無法返回德國:659:404。3月，愛因斯坦與妻子愛爾莎坐船來到比利時。途中，愛因斯坦獲知，納粹藉口闖入了他的暑假小屋，又沒收了他的心愛小船。抵達安特衛普後，他立刻到德國大使館繳回護照，並且宣布再度放棄德國國籍，他又向普魯士科學院提出辭呈，他在辭呈裏表示，「就目前情勢來看，他覺得無法忍受倚賴普魯士政府。」:407–410
回到美國後，10月，愛因斯坦成為普林斯顿高等研究院的常駐教授，他此後有生之年，幾乎都在這裡度過，他再也沒有踏上歐洲一步:649, 678。除了愛因斯坦以外，奧斯瓦爾德·維布倫、约翰·冯·诺伊曼、庫爾特·哥德爾與赫爾曼·外爾等等世界級學者也都獲聘來到這裡做研究。愛因斯坦與哥德爾成為忘年之交，他們每天都會一起走路到研究室工作，途中順便討論一些科學問題。愛因斯坦本性幽默，很喜歡開玩笑，而嚴肅的哥德爾則疑心很重，時常憂慮、鬱悶；愛因斯坦極力主張量子力學的不完備性，哥德爾的不完備定理則是現代邏輯學的重要里程碑。在某些方面，他們很像對方，他們都有「打破砂鍋問到底」的習性，想要找到問題的癥結所在。
在這段時期，愛因斯坦嘗試發展出統一場理論，駁斥量子物理的哥本哈根詮釋，但都沒有獲得重大突破，他逐漸地與物理研究的主流趨勢脫節。:256

### 二戰和曼哈頓工程
在1939年，包括利奧·西拉德、愛德華·泰勒、尤金·維格納在內的一羣流亡物理學者試圖警告美國政府，揭露納粹德國正在進行的原子彈研究；他們把警告美國人民視為己任：德國科學家也許會贏得製造原子彈競賽的勝利；希特勒會毫不猶豫地使用這種武器:vii。為了要讓美國警覺到原子彈的巨大威脅，他們曾拜訪愛因斯坦，告訴他殺傷力超強的原子彈可能在不久的將來被製成。愛因斯坦支持和平主義，他正在專心研究統一場理论，並不清楚核子研究的最新發展，他從未想到這项技术的進展會如此快速:198-200。愛因斯坦被説服借助其崇高聲望和西拉德寫信給美國總統富兰克林·罗斯福。他們還建議美國政府注重並直接介入核武器研究。這封信被認為是，美國在參與二戰前夕，展開大規模核武器研究的關鍵激勵因素。羅斯福不能冒險讓希特勒搶先掌握原子彈技术。由於愛因斯坦的信件，美國加入研製原子彈競賽，依托其巨大的材料、金融、科學資源展開曼哈頓計劃，成為在二戰中唯一成功研製出原子彈的國家。:218

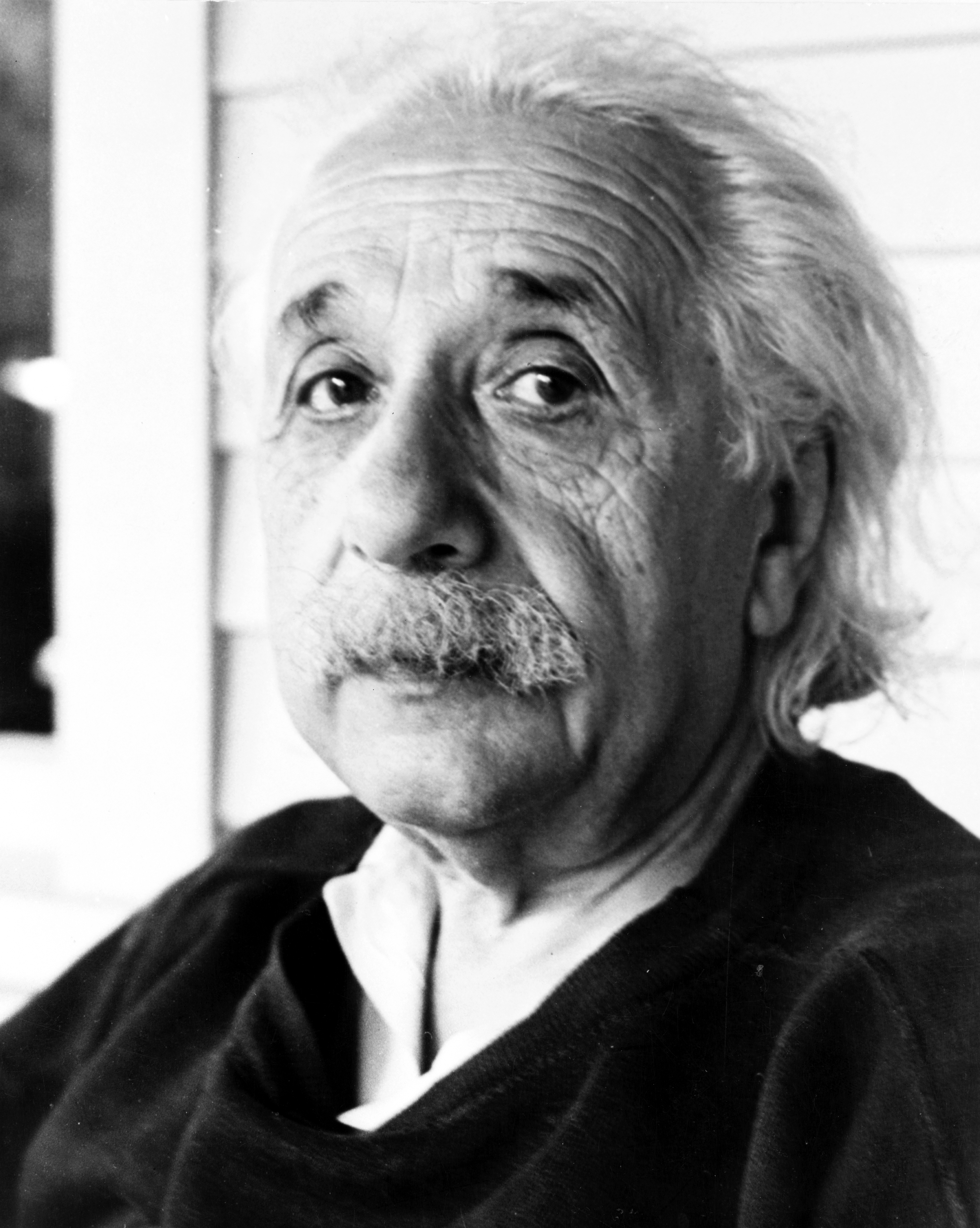
晚年時的愛因斯坦

對愛因斯坦而言，“戰爭是一種疾病……他呼籲抵抗戰爭”。寫給羅斯福的那封信違反了愛因斯坦所支持的和平主義。在過世之前一年，愛因斯坦對老朋友莱纳斯·鲍林說：“我一生之中犯了一個巨大的錯誤：我簽署了那封要求羅斯福總統製造核武器的信。但是犯這錯誤是有原因的：德國人製造核武器的危險是存在的。”:752

### 離世
愛因斯坦69歲時被診斷出患有腹主動脈瘤，著名腸胃科權威醫生魯道夫·尼森是他的開刀醫生，他用玻璃紙緊緊包住葡萄柚尺寸的瘤，試圖促使血管纖維化，降低破裂的風險。愛因斯坦可能因此手術多活了幾年。
1955年4月13日，愛因斯坦的腹主動脈瘤破裂，引起內出血。他正在撰寫的一篇慶祝以色列建國7周年的電視講稿，還沒有寫完，就於18日過世，享壽76歲。在那時代，動手術治療在技術上成功率很高，紐約醫院的醫生法蘭克·格倫（Frank Glenn）建議立刻動手術治療，但愛因斯坦堅決拒絕，他表示：「當我想要離去的時候請讓我離去，一味地延長生命是毫無意義的。我已經完成了我該做的。現在是該離去的時候了，我要優雅地離去。」
然而，病理學家托马斯·哈维醫生在驗屍過程中未經愛因斯坦的家人允許就私自取下愛因斯坦的大腦並自行保存，他希望未來神經科學研究能夠發現愛因斯坦那麼聰明的原因。至於身體的其它部分遵照愛因斯坦的遗嘱在他過世當天就火化，只有包括他兒子漢斯在內的12人在場參與簡單的儀式。在遺體火化後，將其骨灰全都撒在附近的特拉華河裏。:544

## 主要科學成就
愛因斯坦一生發表了很多書籍與論文。除此以外，他還與很多科學家合作貢獻出許多重要結果。

### 奇蹟年論文
愛因斯坦於1905年在《物理年鑑》發表了四篇劃時代的論文。從來沒有人能在這麼短暫的時間內對於現代物理給出這麼多重大貢獻:121。这一年因此被称为“愛因斯坦奇蹟年”。這四篇論文分別為：
| 標題                                           | 專注領域   | 收件日期 | 發表日期 | 重要性 |
| ---------------------------------------------- | ---------- | -------- | -------- | --- |
| 關於光的產生和轉變的一個啟發性觀點             | 光電效應   | 3月18日  | 6月9日   | 提出光量子假說，即光是由離散的能量粒子（光量子）所組成。這假說關鍵性地促成了量子力學的早期發展，首先揭示了微觀世界的基本特徵：波粒二象性。:269-276 |
| 热的分子运动论所要求的静止液体中悬浮粒子的运动 | 布朗運動   | 5月11日  | 7月18日  | 論述怎樣證實原子的物理實在，創建漲落現象研究領域，對於在那時尚具爭議性的統計物理學給予強力支持、為隨機過程理論的未來發展鋪路。:73                  |
| 論運動物體的電動力學                           | 狹義相對論 | 6月30日  | 9月26日  | 改變舊有的時間與空間的觀念，化解馬克士威方程組與經典力學定律之間的矛盾:142，說明乙太的概念是多餘無用的。:330                                       |
| 物體的慣性同它所含的能量有關嗎？               | 質能等價   | 9月27日  | 11月21日 | 表述物質與能量等價E = mc2（這意味著引力可以彎曲光束）、粒子的靜止能量、核能的理論根據。                                                            |

### 相對論和愛因斯坦質能方程
愛因斯坦在論文《論運動物體的電動力學》裏提出了狹義相對論的兩個基本公設：「光速不變」，以及「相對性原理」，按照這兩個基本公設對於經典力學在運動速度接近光速時做出一些重要修正，從而化解了馬克士威方程組與經典力學定律之間的矛盾。經過整理之後，這些創舉成為愛因斯坦的狹義相對論。
承認時空的相對性與光速的不變性導致了幾個必然的推論。一是運動物體在其運動方向會表現出長度收縮。二是運動物體會經歷時間膨脹。也就是說，一個運動中的鐘錶要比靜止的同樣鐘錶走得慢。三是以太的概念其實是多餘無用的。
愛因斯坦在表述質能等價的論文裡，從狹義相對論的方程式裏推導出質能方程式E = mc2。這意味著能量和質量其實是一回事，可以相互轉換。對於任何物體來説，其質量會隨著其速度的增加而增加。:215-222
愛因斯坦的相對論曾經有很多年備受爭議，他獲得1921年諾貝爾物理學獎並不是因為表揚他在相對論做出重大貢獻。普朗克是最熱烈支持相對論的物理學者之一。:75-76:382-386

### 光子與能量量子

光電效應示意圖：來自左上方的光子衝擊到金屬板，將電子逐出金屬板，並且向右上方移去

在論文《關於光的產生和轉變的一個啟發性觀點》裏，愛因斯坦提出光量子假說，即光是由離散的能量量子組成，這能量量子稱為光量子，後來被簡稱為光子。最初，光量子假說遭到物理學者強烈質疑，其中包括馬克斯·普朗克以及尼爾斯·玻爾。後來，羅伯特·密立根做實驗證實了光電效應的方程式，阿瑟·康普頓做康普頓散射實驗展示在某種情況下光會表現出粒子性。直到1919年，光量子假說才被廣為接受。
愛因斯坦得到了一個結論，頻率為f的光束是由能量為hf的光量子所組成；其中，h為普朗克常數。愛因斯坦並沒有對這結論給出很多解釋，實際而言，他並不確定光量子與光波之間的關係。但是，他的確建議這點子能夠解釋某些實驗結果，尤其是光電效應。:269-276

### 量子化原子振動
在1906年論文《普朗克的輻射理論和比熱容理論》裏，愛因斯坦提出一種新的描述物質的物理模型，稱為愛因斯坦模型。在這模型裏，位於晶格結構裏的每一個原子都被視為一個獨立的量子諧振子，它們各自以相同頻率像彈簧一樣做簡諧振動，因此具有離散的能級。杜隆-泊替定律預言比熱容為常數，在高溫極限時，這模型給出相同的理論結果；而當溫度趨於零時，這模型預言比熱容也趨於零，與實驗結果相符合。這是20世紀初期第三個被發現的重要量子理論。
愛因斯坦模型預言比熱容以溫度的指數函數趨於零，這是因為它假設所有諧振子的振動頻率相同。彼得·德拜對於這假設給予修正，在他研究出的德拜模型裏，振動頻率不一樣，因此比熱容以溫度的立方函數趨於零。:389ff

### 波粒二象性
在爱因斯坦的光量子假說中，光量子只是表現出能量的不连续性，它尚未被賦予粒子應具有的性質，所以不能被嚴格視為粒子。1909年，在爱因斯坦发表的兩篇論文《論輻射問題的現狀》與《论我们关于辐射的本性和组成的观点的发展》裏，爱因斯坦闡明，光量子具有良好定義的動量，並且在某些方面表現出類點粒子的物理行為。這兩篇論文引入了光子的概念（吉爾伯特·路易斯於1926年給出術語光子的命名），啟發了量子力學的波粒二象性觀念。他又表示，理論物理下一個階段將會發展出一種能夠將光的波動論與光的粒子論融合在一起的理論。在這裏，「融合」意味著波粒二象性，或更加延伸，尼爾斯·玻爾後來提出的互補原理。:402-405

### 臨界乳光理論
在臨界點附近，照射於介質的光束會被介質強烈散射，這現象稱為臨界乳光。波蘭物理學者馬里安·斯莫盧霍夫斯基於1908年首先表明，臨界乳光的機制為介質密度漲落，他並沒有給出相關的方程式。兩年後，愛因斯坦應用統計力學嚴格論述介質的分子結構所形成的密度漲落，從而推導出相關的方程式，並且用這方程式給出另一種計算阿伏伽德罗常数的方法，更有意思的是，這臨界乳光的機制可以解釋天空呈藍色的現象。:283-285
按照瑞利散射理論，瑞利散射光的輻照度和入射光波長的四次方成反比。應用瑞利散射來解釋天空的藍色現象，波長較短的藍光比波長較長的紅光更易產生瑞利散射。因此，天空的顏色是藍色的。瑞利散射方程式能夠準確地描述光束對於氣體的瑞利散射行為，但對於液體並不適用。愛因斯坦的臨界乳光理論更一般地適用於液體與氣體；瑞利散射只是臨界乳光問題的一個特別案例。後來，布魯諾·齊姆分析粒子在氣體與液體裡的隨機性，將瑞利散射理論加以延伸來描述光在液體裡的散射行為。:283-285

### 零點能
零點能指的是量子系統處於基態時所擁有的能量，量子系統所擁有能量不能低於零點能。普朗克於1911年至1913年之間重新表述他的1900年量子理論時提出了零點能的概念，他指出，在絕對溫度（或溫度趨於絕對溫度），振動頻率為{\displaystyle \nu }的諧振子，其平均能量不是零，而是零點能{\displaystyle h\nu /2}。:270
愛因斯坦和助手奥托·施特恩對於這點子極感興趣。他們研究出一種方法，能夠證實零點能的存在。他們假設雙原子分子的旋轉能含有零點能，並且所有雙原子分子以同樣角速度旋轉，然後計算出雙原子分子氣體的比熱容。他們在1913年論文《對於分子在絕對零度下的擾動假設的某些論證》裏，將氫氣的理論比熱容與實驗數據相互比較，他們總結，零點能{\displaystyle h\nu /2}可能存在。:270ff
雖然這計算結果很漂亮地符合實驗數據，不久之後，他們又撤回了這篇論文，主要原因是保羅·埃倫費斯特給出更具一般性的計算，從假設雙原子分子以某種統計分布的角速度進行旋轉，並且遵守普朗克的量子理論，他計算出與實驗數據相符合的理論結果，因此他總結，零點能不存在。:48-49一直到1925年，零點能的存在才被維爾納·海森堡在他的著名論文《運動與機械關係的量子理論重新詮釋》裏理論證實:162。

### 廣義相對論

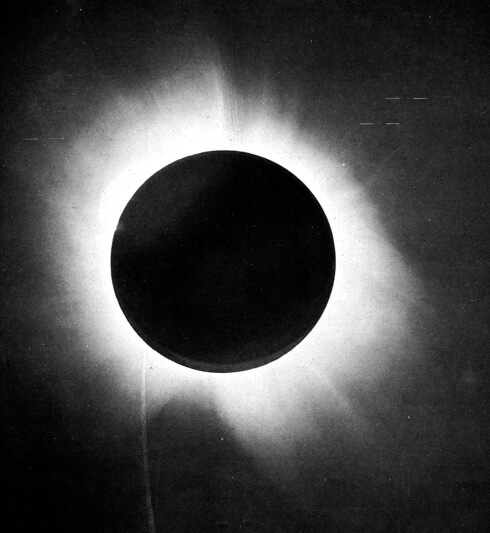
英国天文学家亚瑟·爱丁顿拍攝到的1919年5月29日日食

愛因斯坦在1907-1915年間創建的廣義相對論是一種引力理論。根據廣義相對論，在質量與質量之間觀測到的引力是源自於這些質量所造成的時空彎曲。在現代天文物理學裏，廣義相對論是重要工具。
在接受1921年諾貝爾物理獎的演講時，愛因斯坦表示狹義相對論對於慣性運動的偏好並不令人滿意，而從最開始就不偏好任何運動狀態（不論是勻速運動或加速度運動）的理論，應該會顯得更令人滿意，因此他才會嘗試發展廣義相對論。他在1907年論文《關於相對性原理和由此得出的結論》裏指出，自由下落實際是一種慣性運動，對於自由下落的觀察者而言，狹義相對論的規則應該適用。愛因斯坦並沒有對這後來被稱為等效原理的論題給出詳盡分析。另外，他還初步預言重力紅移，即射入引力勢阱中的光會發生藍移，而相反從引力勢阱中射出的光會發生紅移；又粗略預言光線在重力場中的偏折，即光子的路徑在引力場中會發生偏折。這些預言後來紛紛得到了實驗驗證。:273-274:179-183
愛因斯坦將1907年論文加以擴充，於1911年寫成論文《論重力對光的傳播的影響》；在這篇論文裏，他對光線在重力場中的偏折重新加以詳細分析，得到可以嚴格測試的結果，即光線經過太陽產生的引力場時被偏折的角度。這預言可以做實驗嚴格檢試，因此他呼籲實驗者的關注，儘快完成這實驗。:194-195
經過多年思考引力的內秉性質，愛因斯坦領悟到引力可以定義為時空的彎曲，對於引力的詳細描述必須用到幾何，更甚言之，幾何是發現引力定律的重要工具，因此，他找到大學同學马塞尔·格罗斯曼來幫助他解決數學方面的問題。格罗斯曼建議他使用黎曼幾何，因為黎曼張量與從其衍伸的里奇張量都具有廣義協變性。1913年他與格罗斯曼共同发表了论文《广义相对论和引力理论纲要》。在這篇論文裏，他們給出的場方程式很像後來的愛因斯坦場方程式，但具有非常有限的協變性，這場方程式後來被稱為「草稿場方程式」。1915年11月，爱因斯坦一連串发表了四篇關於廣義相對論的论文。第三篇論文《用广义相对论解释水星近日点运动》詳細分析水星的反常进动现象，所得到的理論數值與實驗數據完全符合，並且還修改先前對於光子路徑在引力場中發生的偏折所做的估算，這修正後來也成功通過實驗檢試。第四篇論文《引力场方程》終於給出具有廣義協變性的場方程式，後來稱為爱因斯坦场方程，這方程式能夠描述引力场和物质彼此之間的相互作用；如同約翰·惠勒所說，物質告訴時空怎樣彎曲，空間告訴物質怎樣移動。在弱引力場的狀況下，愛因斯坦場方程式必須與牛頓萬有引力定律相互嚙合，而在零引力場的狀況下，愛因斯坦場方程式又必須與狹義相對論相互嚙合。這兩個條件幾乎決定了愛因斯坦場方程式的形式，也是愛因斯坦給出愛因斯坦場方程式的關鍵概念。:438

#### 引力波
引力波是時空曲率的漣漪以波動的形式從波源向外傳播，同時會有能量向外傳輸。1916年，愛因斯坦预言了引力波的存在，根據廣義相對論，勞侖茲不變性使得引力波的存在成為可能，由於引力相互作用必須以有限速度傳播於空間。但根據牛顿万有引力定律無法得到這種結果，因其假定引力相互作用是以無窮高速度傳播於空間。
普林斯顿大学物理学家拉塞尔·赫尔斯和约瑟夫·泰勒於1974年发现首个脉冲双星系统PSR B1913+16，通过对其深入研究，首次发现引力波存在的间接定量证据。2016年2月11日，正好在愛因斯坦预言发表100年之後，LIGO團隊宣布，已直接探測到引力波，其源頭來自於双黑洞融合機制。

### 宇宙学
全新裝備了功能超強的廣義相對論，爱因斯坦已準備好在夢寐以求的宇宙學領域大展身手。1917年，他應用廣義相對論來建模整個宇宙結構。從那時的實驗觀測推論，他認為宇宙的範圍是有限，並且不具有任何邊界，因為宇宙質量會使時空彎曲回自己，就如同圓球的表面，具有有限的面積，不具有任何邊界。這種宇宙稱為靜態宇宙。但是，根據爱因斯坦場方程式，靜態宇宙不可能存在，宇宙只能擴張或收縮。為了使宇宙保持靜態，爱因斯坦在他的方程中加入了一个宇宙常数项，然後讓宇宙常数項與宇宙質量項相互抵銷，這樣，宇宙常數可以抗拒引力的效應，從而實現靜態宇宙。然而，愛德文·哈勃於1929年確定宇宙呈膨脹狀態。愛因斯坦只好放棄宇宙常數，他认为在引力方程式中引入该常数是他“一生中最大的錯誤”:165-167:285-288。
後來，人們發現宇宙加速膨脹，這現象的最簡單說法是宇宙常數不為零，而是一個很小的數值10−52 m−2。愛因斯坦的直覺最終可能還是正確的。

### 玻色-愛因斯坦統計
印度物理學者薩特延德拉·玻色在1923年完成論文《普朗克定律與光量子假說》，並且將這篇論文寄給英國《哲學雜誌》，但是遭到拒絕發表。玻色絲毫不因此氣餒，隔年他又將該論文轉寄給愛因斯坦，尋求愛因斯坦的意見。在這篇論文裏，玻色提出一種新的統計模型，按照這模型，光束可以被視為由一群無法分辨的粒子所組成氣體，因此在做統計運算時，所有相同能量的光子應該合併處理。愛因斯坦注意到玻色的統計模型不僅適用於光子，還適用於很多其它種粒子，這些粒子後來被稱為玻色子。愛因斯坦把玻色的論文翻譯成德文後發表於德國的《物理期刊》（Zeitschrift für Physik）。:523
愛因斯坦將玻色的理論推廣至帶質量的粒子，於1924年發表論文《單原子理想氣體的量子理論》，隔年，又發表論文預言，玻色子冷卻至非常低溫時，會凝聚到其能量最低的量子態，因此會出現一種新的物態，稱為玻色-愛因斯坦凝聚態。1995年，科羅拉多大學波德分校的埃裡克·康奈爾和卡爾·威曼使用銣原子氣體在170 nK（1.7×10−7 K）的低溫下首次觀測到了玻色-愛因斯坦凝聚。四個月後，麻省理工學院的沃爾夫岡·克特勒使用鈉原子氣體獨立實現了玻色-愛因斯坦凝聚。

## 與其他科學家的合作關係

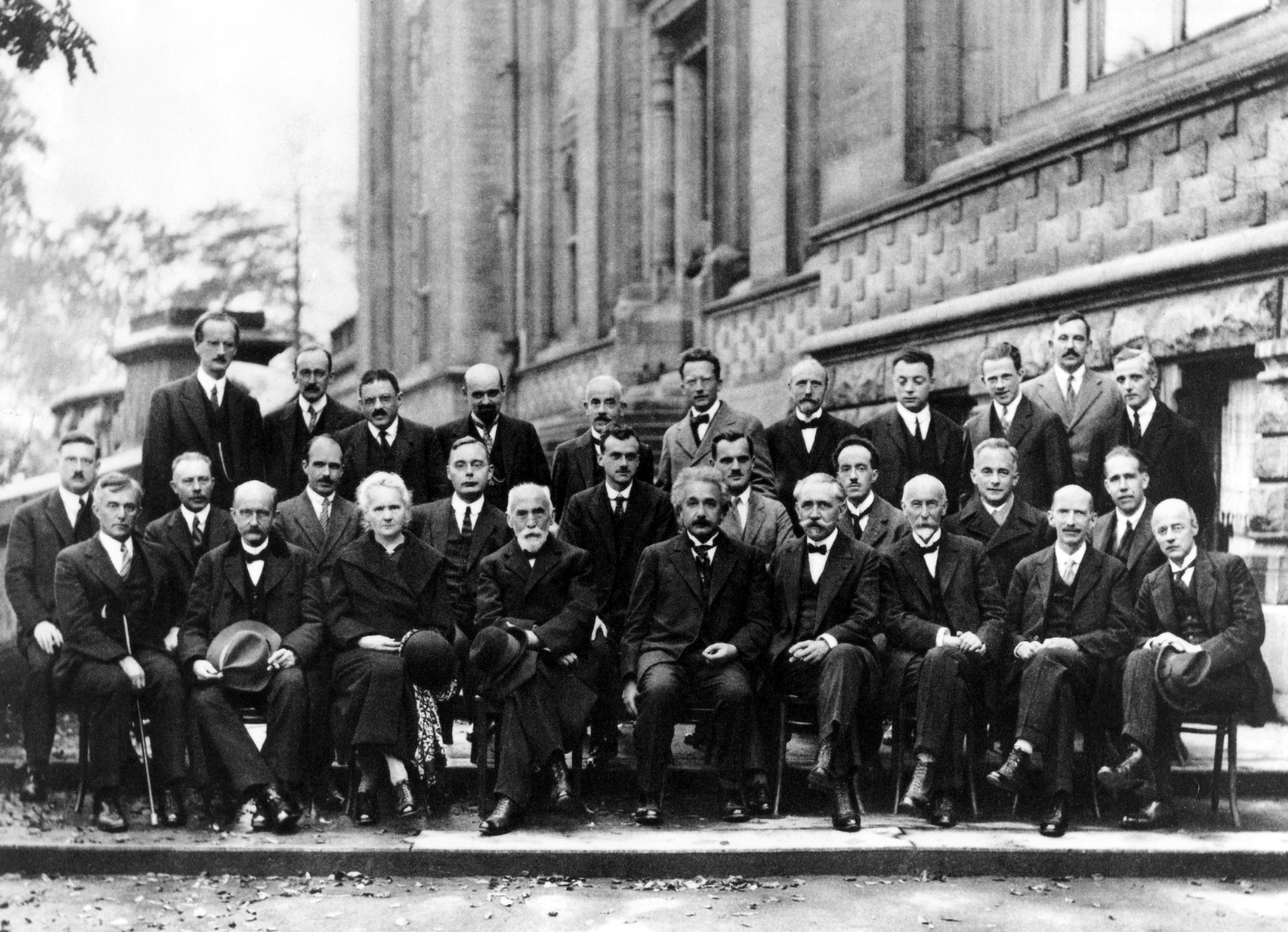
1927年，在比利時布魯塞爾索爾維國際物理研究所，有很多當時最著名的物理學家參加索爾維會議。圖為他們的合照，愛因斯坦坐在前排中央

除了長久合作者利奧波德·英費爾德、納森·羅森與彼得·伯格曼以外，愛因斯坦還曾經與很多物理學者合作。

### 愛因斯坦-德哈斯效應
愛因斯坦和亨德里克·勞侖茲的女婿万德爾·德哈斯於1915年證實，鐵磁性物質的磁化會誘導出某種旋轉運動，這效應稱為愛因斯坦-德哈斯效應。他們認為這效應顯示出「安培分子電流」的存在。在那時，他們並不知道電子擁有自旋性質。後來，物理學者確定，自旋造成了鐵磁性物質的磁性，安培分子電流並沒有貢獻出磁性。
在愛因斯坦和德哈斯完成的實驗裏，他們把靜止懸掛在扭擺一端的鐵圓柱體置放在螺線管裏，然後給螺線管施加電流脈衝，這會使得鐵圓柱體發生偏轉，因此鐵圓柱體的角動量會從零變為某特定數量，根據角動量守恆定律，在鐵圓柱體內部必定也產生了一個大小相等、方向相反的角動量，這個角動量正是由鐵圓柱體中電子自旋所產生。
這實驗需要很高的靈敏度，因為產生效應相當為小，但在那時，他們確實觀測到，突然磁化會促使某種力矩作用於鐵圓柱體，因此使得鐵圓柱體被偏轉。他們的論文聲稱，實驗誤差只有10%。由於愛因斯坦和德哈斯並沒有將電子自旋納入理論計算，他們的理論預言缺少了朗德g因子。為甚麼實驗結果沒有反應出這問題？這可能因為是他們忽略了一些實驗誤差。:145-149:245-249

### 薛定諤氣體模型
從1924年至1925年，愛因斯坦發表了三篇關於理想氣體的論文，他應用玻色-愛因斯坦統計來計算理想氣體的熱力學性質。埃尔温·薛定谔閲讀了愛因斯坦的文章後，對其方法不解，甚至一度認為愛因斯坦錯了。愛因斯坦與薛定諤通信交換意見，愛因斯坦又給出一些量子統計學的點子，按照這些點子，薛定諤計算出半經典理想氣體的與總態和與熱力學性質，並寫成論文《單原子理想氣體模型的能級》。薛定諤邀請愛因斯坦為論文署名，但是愛因斯坦婉拒了。:183

### 愛因斯坦冰箱
愛因斯坦和他的學生列奧·西拉德在1926年共同發明了一種吸收式製冷系統，既不用電，也沒有活動零件，後來被稱為愛因斯坦冰箱。他們在很多國家申請到專利。一家瑞典製冷設備公司伊莱克斯為了防止這種新技術帶來的競爭，買斷了他們的專利。另外，德國的AEG也和他們簽約，並且發展出愛因斯坦-西拉德電磁汞（Einstein-Szilard electromagnet pump）與愛因斯坦冰箱原型，但由於不具毒性的製冷劑氟利昂於1930年開始大量生產，發展愛因斯坦冰箱的需要不再成立。愛因斯坦-西拉德電磁汞後來被用在核子增殖反應堆的製冷系統。:60ff:95ff
據說，愛因斯坦在看报紙时，讀到一則新闻，关于一家人死于從冰箱中洩露出的製冷劑，在那時使用的製冷劑，例如氨气、二氧化硫等，毒性都很強，愛因斯坦大為震驚，因此开始在這方面的研究。:60ff

### 玻爾－愛因斯坦論戰

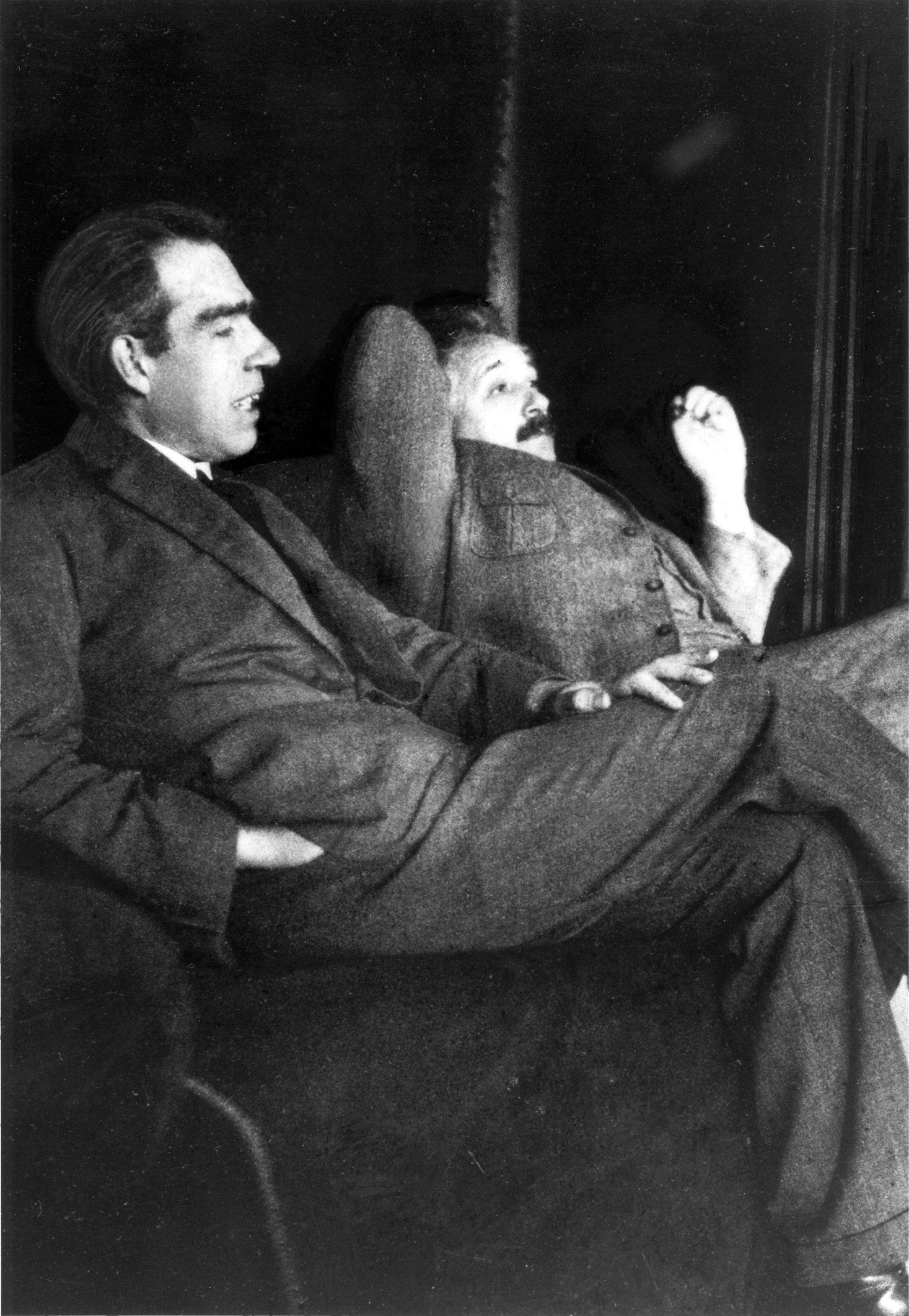
1925年，波耳與愛因斯坦討論問題

爱因斯坦和尼尔斯·玻尔都是舊量子論的奠基人。他們之間关于量子力学發生了一系列著名的争论。愛因斯坦不贊同量子力學的統計性質，他表示，「我仍舊相信我們能夠給出一個實在模型來直接描述事件本身，而不是它們發生的概率:460。」玻爾聲明，「沒有量子世界，只有抽象量子力學描述。我們不應該以為物理學的工作是發現大自然的本質。物理只涉及我們怎樣描述大自然:31。」他們之間的辯論在科學哲學裏意義非凡，因此被載入史冊。

### 爱因斯坦-波多尔斯基-罗森佯谬
爱因斯坦-波多尔斯基-罗森佯谬是由愛因斯坦、鲍里斯·波多尔斯基和納森·羅森在1935年發表於美國《物理評論》的思想實驗，又稱為「EPR佯谬」。這思想實驗檢驗兩個量子糾纏粒子所展現出的關聯性物理行為。給定兩個相互糾纏並且在空間相隔一段距離的粒子A、B，假若對於其中一個粒子A測量位置或動量，則可得知另一個粒子B的位置或動量。根據定域性原理，這測量絲毫不會以超過光速的傳遞方式攪擾到這粒子B。按照實在論，做實驗所測量到的結果是出自於某種物理實在，而這物理實在與測量的動作無關。因此，在這思想實驗裏，粒子B的位置與動量都是物理實在。可是，量子力學的不確定性原理不允許粒子的位置與動量同時被確定；也就是說，假若粒子位置越明確，則粒子動量越不明確；反之亦然。由於量子力學對於位置與動量這兩個物理實在都沒有相關描述，因此，愛因斯坦等總結，量子力學不完備。:46-47
定域實在論表明，微觀粒子具有可測量、良好定義的物理實在，不會被在遙遠區域發生的事件以超光速速度影響。定域實在論是EPR佯谬用來反對量子力學的利器。1982年完成的阿斯佩實驗證實了貝爾定理，而貝爾定理強調，定域實在論與量子力學的預測不相符，因此，定域實在論不成立。

## 社會活動

### 反對納粹主義
愛因斯坦是率直的和平主義者與國際主義者。在威瑪共和國期間，他成為反猶太團體的眼中釘，時常受到惡毒毀謗。後來，納粹黨更認為愛因斯坦的言論與舉動嚴重威脅到納粹運動的發展。納粹黨攫取德國政權時，愛因斯坦恰巧不在德國，由於情勢轉趨惡劣，他再也不願意回到德國:4-5。“德意志物理”激進分子出版了抹黑愛因斯坦的小冊子和教科書:133。諾貝爾獎得主菲利普·萊納德和約翰尼斯·斯塔克把愛因斯坦的成就稱為“猶太物理”，並發起政治運動把它們從德語詞彙排除出去。傳授愛因斯坦理論的學者都被列入黑名單，比如維爾納·海森堡。萊納德宣稱，愛因斯坦質能方程不是愛因斯坦的發明，而是德國學者弗里德里希·哈澤內爾的雅利安傑作。:143-148:200
從1930年代直至二戰，愛因斯坦一直建議美國政府向想逃離歐洲的猶太人頒發簽證，他還對美國政治人士進行遊說，希望促使通過更為寬鬆的移民法。他曾為錫安主義組織募款，還在1933年參與發起了國際救援委員會。:285

### 協助錫安運動

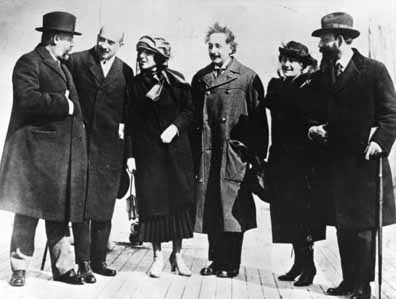
1921年，愛因斯坦和妻子愛爾莎在紐約迎接錫安主義的領袖們，包括以色列未來的總統哈伊姆·魏茨曼和妻子薇拉·魏茨曼、梅纳赫姆·烏西什金以及本-錫安·莫辛森

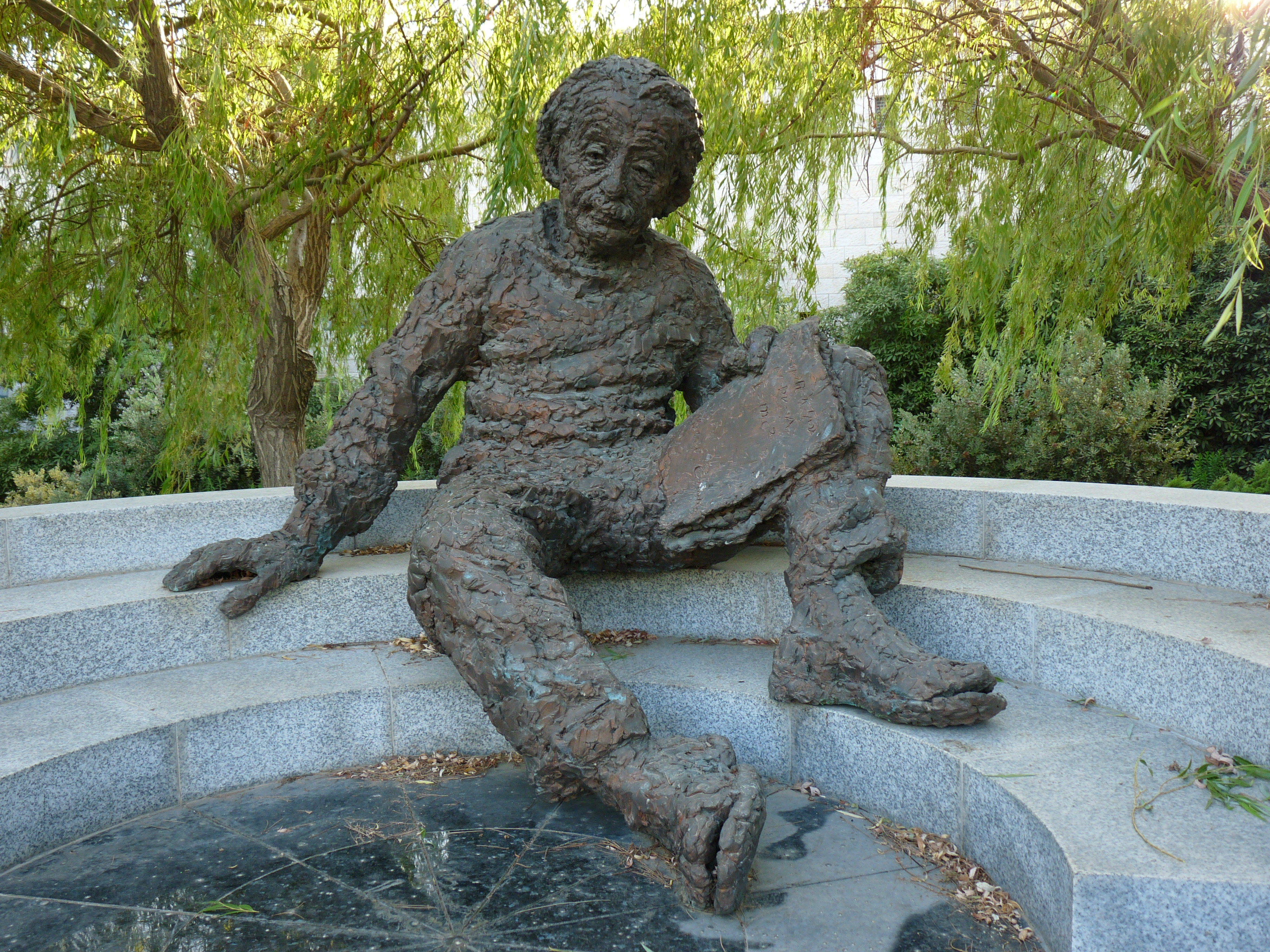
位於以色列科学与人文学院的爱因斯坦雕像，是位于美国国家科学院的阿尔伯特·爱因斯坦纪念雕塑的复制品

愛因斯坦強烈支持社會錫安主義，努力促進以色列-阿拉伯合作:70。他支持在英屬巴勒斯坦託管地建立猶太人家園，但是，他最初時極力反對建立一個有邊界、軍隊和世俗權力的猶太國家:33；他青睞文化錫安主義，主張以一國兩族的形式建立以色列-阿拉伯二族混居的國家。:xxv, 31:126-127
在1931年著作《關於錫安主義的演講與信件》裏，收集了愛因斯坦很多在這方面發表的信息。其中11篇被匯集成著作《我眼中的世界》；愛因斯坦在前言中將該書“獻給德國的猶太人”。面對德國日益高漲的軍國主義，愛因斯坦在著述和演講中呼籲和平。
對於分割英屬巴勒斯坦託管地為獨立阿拉伯國與猶太國的提議，愛因斯坦公開表示持保留態度:33。然而，事與願違，聯合國最後決定以巴分治，劃分了新以色列國的邊界，緊接著就爆發了第一次中東戰爭。1948年，愛因斯坦等人在《紐約時報》上發表公開信，就屠殺阿拉伯村民的代爾亞辛村大屠殺事件強烈抨擊梅纳赫姆·贝京的政黨，稱呼該黨為“納粹和法西斯黨”:350。同年5月，以色列國正式宣布成立。愛因斯坦表示，“這完成了一個古老的夢想……創建了猶太社會的精神與文化生活可以自由表達的環境”:145。
愛因斯坦是耶路撒冷希伯來大學監事會的最早幾位監事之一。在他1950年遺囑中，愛因斯坦將其作品的著作權贈予希伯來大學。許多愛因斯坦著作的原件都存放在希伯來大學的愛因斯坦檔案館裏。
以色列第一任總統哈伊姆·魏茨曼去世後，總理戴維·本-古里安邀請愛因斯坦出任總統。愛因斯坦婉拒說，同人打交道，他“既無能力又無經驗”。他後來寫到：“我為以色列政府的邀請深深感動，但憂愁與慚愧衝擊著我的內心，因我不能接受這份要職。”

## 個性和思想
爱因斯坦為人和藹友善，同時謙虛卻又特立獨行，受到大眾廣泛尊敬。他有時會講講笑話，並愛好帆船運動和拉小提琴。他还是个心不在焉的教授，经常丢三落四，专心於思考物理问题而忽视周围世界。晚年，因為身體欠安，醫生要求他停止抽煙，飲食必須無脂、無鹽。:633, 737

### 宗教观
愛因斯坦形容自己為不可知論者，但並不具有像專業無神論者般的十字軍精神；更仔細解釋，由於人類對於大自然與自己本身的了解可能有缺失，因此應該採取謹慎謙卑的態度。美國猶太領袖拉比赫伯特·戈爾茨坦曾經問他是否相信神？他回答說：“我相信斯宾诺莎的神，一个通过存在事物的和谐有序体现自己的神，而不是一个关心人类命运和行为的神。”換句話說，愛因斯坦認為，從宇宙世界的存在，可以感覺到神的偉大工作，但神並不會干預人們的日常生活，神是非人格化的神:389-390。愛因斯坦曾經在書信裏表示："我不相信人格化的神，我從未否認這一點，而且表達得很清楚。如果在我的內心裏有什麼能被稱之為宗教，那就是，對於我們的科學所能夠揭示的世界結構，對於這世界結構的無垠的敬仰。":43
在猶太哲學家马丁·布伯逼問他的宗教信仰之下，他大聲嚷道：“我们物理学家所努力的仅仅是跟随祂画祂的线。”多年後，愛因斯坦在他的柏林辦公室與一位物理學者談到同樣論題時，他表明，“我想要知道神如何創造這世界。對於發現這個或那個現象，對於研究這個或那個元素的光譜，我絲毫不感興趣。我想要知道祂的思維，其它的只是細節。”:37

### 政治观
愛因斯坦的政治觀傾向於社會主義，對資本主義持批判态度，這些在他撰寫的文章《為甚麼選擇社會主義？》裏有詳細陳述。簡略言之，根據愛因斯坦，資本主義社會追求利潤的動機，資本家與資本家之間的競爭，這些因素導致不必要的經濟循環，從繁榮到蕭條，又從蕭條到繁榮，這循環鼓勵的是自私行為，而不是合作互助。愛因斯坦指出，資本主義的惡魔源自於這種無秩序的經濟。他深信，只有一種方法能夠解決這嚴峻的問題，那就是建立社會主義的經濟系統與教育系統。:504-505也因爲其與和平主義和社會主義的聯繫，美國聯邦調查局檔案中有着1427頁關於他的資料備案。
二戰末期投擲在廣島市與長崎市的兩顆原子彈，所展示出的恐怖毀滅，帶給愛因斯坦極大的腦力衝擊，他因此更加增強支持世界聯盟的念頭，只有世界聯盟才能實際地拯救人類的生命與文明。愛因斯坦強烈地主張成立民主的世界政府，以世界聯盟的框架抑制民族國家力量。他認為，建基於普遍原理的世界聯盟能夠克服不受約束的民族主義所造成的混亂失序；就如同在物理學裏，浩瀚宇宙必定存在一種統一理論（愛因斯坦晚年將精力投注在統一場論，一種大一統理論的形式），就能夠合理解釋宇宙的奧秘。假若每一個主權國家都擁有自己的軍隊，那麼，不同的思想體系與分歧的國家利益會不可避免地造成難以化解的衝突與戰爭，所以，必須存在一個具有健全統治功能的世界聯盟，總體管理與調和主權國家之間的事情與問題。自此以後，他竭力提倡建立世界聯盟，他的熱情在這方面不亞於主導大自然所有作用力的統一理論研究。:487-488, 494, 550

### 熱愛音樂

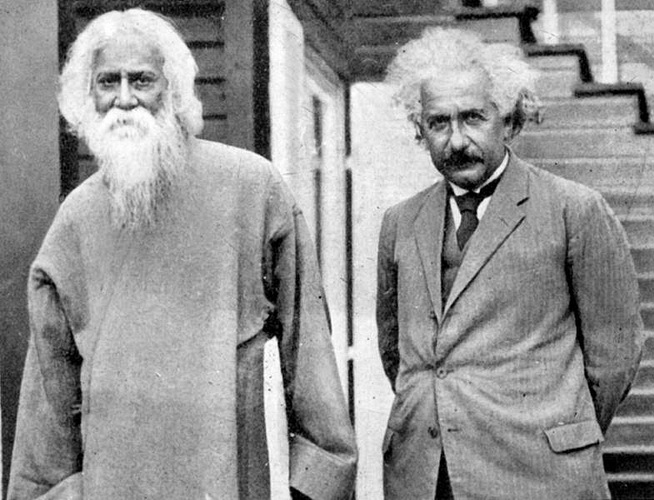
愛因斯坦和诗人、音樂家、哲学家、诺贝尔文学奖获得者罗宾德拉纳特·泰戈尔, 1930年

愛因斯坦從小就培養出欣賞音樂的美德。他的母親很會彈鋼琴，她希望愛因斯坦學習拉小提琴，不僅是要培養他對音樂的熱愛，而且還要幫助他融入德國文化。根據指揮家萊昂·博茨泰因，愛因斯坦在五歲時已經開始學習小提琴，但他那時並不喜歡練琴。:161-164
當他13歲時，他接觸到莫扎特創作的小提琴奏鳴曲，從此就喜愛上了莫扎特的音樂。根據他的自述，他並沒有經過“系統性”的練習，就學會演奏這音樂，他的心得是“與責任感相比，喜愛是更好的老師。”17歲時，
瑞士阿勞的一位學校督察聽到他表演貝多芬的小提琴奏鳴曲之後表示，他的演奏“很傑出，並揭示了卓越的洞察力”。:161-164
從那時起，在愛因斯坦的生活中，音樂扮演了重要與永久的角色。雖然他從未想過成為職業音樂家，他曾和一些專業音樂家一起在私人場合演奏過室内樂。他在伯爾尼、蘇黎世和柏林時，室内樂成為他社交生活的一部分。同他一起演奏的人包括普朗克父子。:161-164
1931年，當他在加州理工學院做研究時，曾去洛杉磯拜訪佐爾那家族音樂學院，並和佐爾那弦樂四重奏的成員一起演奏莫扎特和貝多芬的作品。愛因斯坦晚年時，剛成立不久的茱莉亞弦樂四重奏去普林斯頓拜訪了他，並且與他合奏。為了配合愛因斯坦，樂團成員故意放緩節奏。愛因斯坦的演奏技巧和音準給茱莉亞四重奏留下了深刻印象。:161-164

### 私人書信
從1912年到1955年之間，愛因斯坦至少寫了大約3,500頁私人信件，這包括了他寫給米列娃、愛爾莎與兒女們的信。愛因斯坦與愛爾莎結婚後，愛因斯坦出外旅行，幾乎每天都要寫信給妻子艾爾莎和繼女瑪格特。這些信件透露出愛因斯坦私生活的點點滴滴。它們後來全部被捐贈給耶路撒冷希伯來大學。瑪格特在遺囑中表示，在她去世20年之後才可公開這些信件，她是於1986年去世，所以，這些信件直到2006年才被公諸於世。
2018年6月，有媒体披露爱因斯坦的旅行日记的英译版本，使公众有机会了解到爱因斯坦的私人日记内容。其中一段他在1920年代的東方旅行中，涉及了对亚洲人以及中国人的種族偏見内容。其中形容中国人「勤劳、肮脏、迟钝」、「特别没有数学天赋」，甚至称「（中国的）男人和女人几乎没什么差别（英語：how little difference there is between men and women）」。加州理工学院中负责出版爱因斯坦日记的助理主任泽埃夫·罗森克兰茨（Ze'ev Rosenkranz）称，爱因斯坦日记中的内容「将他人描绘为生理劣等人，这显然是歧视的一种特征」。他的日記遊覽不只中國一處，其中也包含不少中國以外亞洲人，例如印度與中東人的負面評論，然而，這跟他後來走向反種族主義的傾向反差不小，後來他留在美國不敢返回德國，因為他擔心受到納粹迫害猶太人的政策而被迫背井離鄉，從愛因斯坦為美國民權運動服務的舉動，可以反映出他晚年時期價值觀的變化以及對於改變自己的偏見所做出的努力，例如，1946年，在一場畢業典禮的演講中，愛因斯坦鄭重表示，「在美国，有色人种和白人是隔离的。这是白人的一种病。我不打算对此保持沉默。」